# 廣東大峽谷

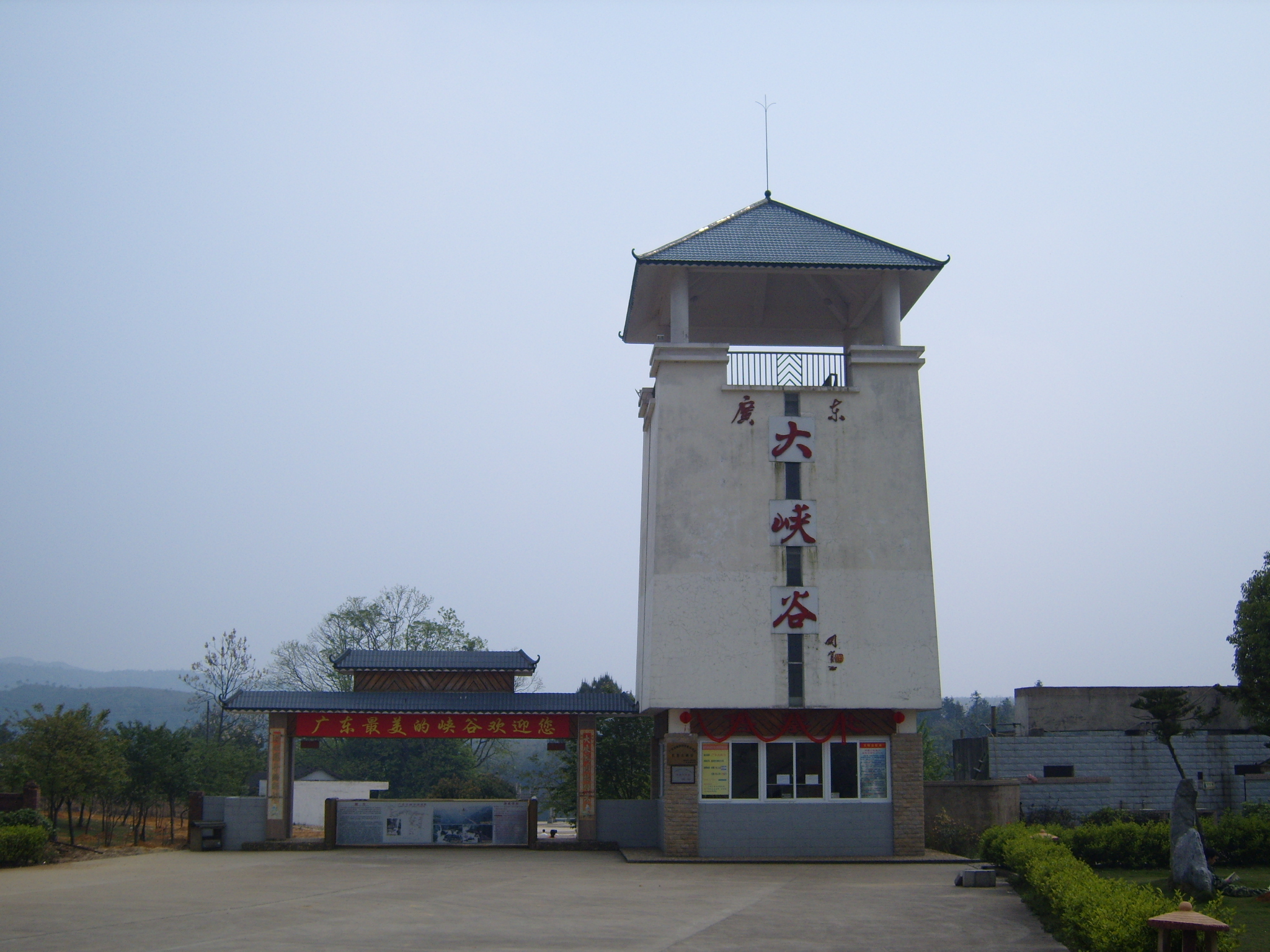
廣東大峽谷旅遊景區正門

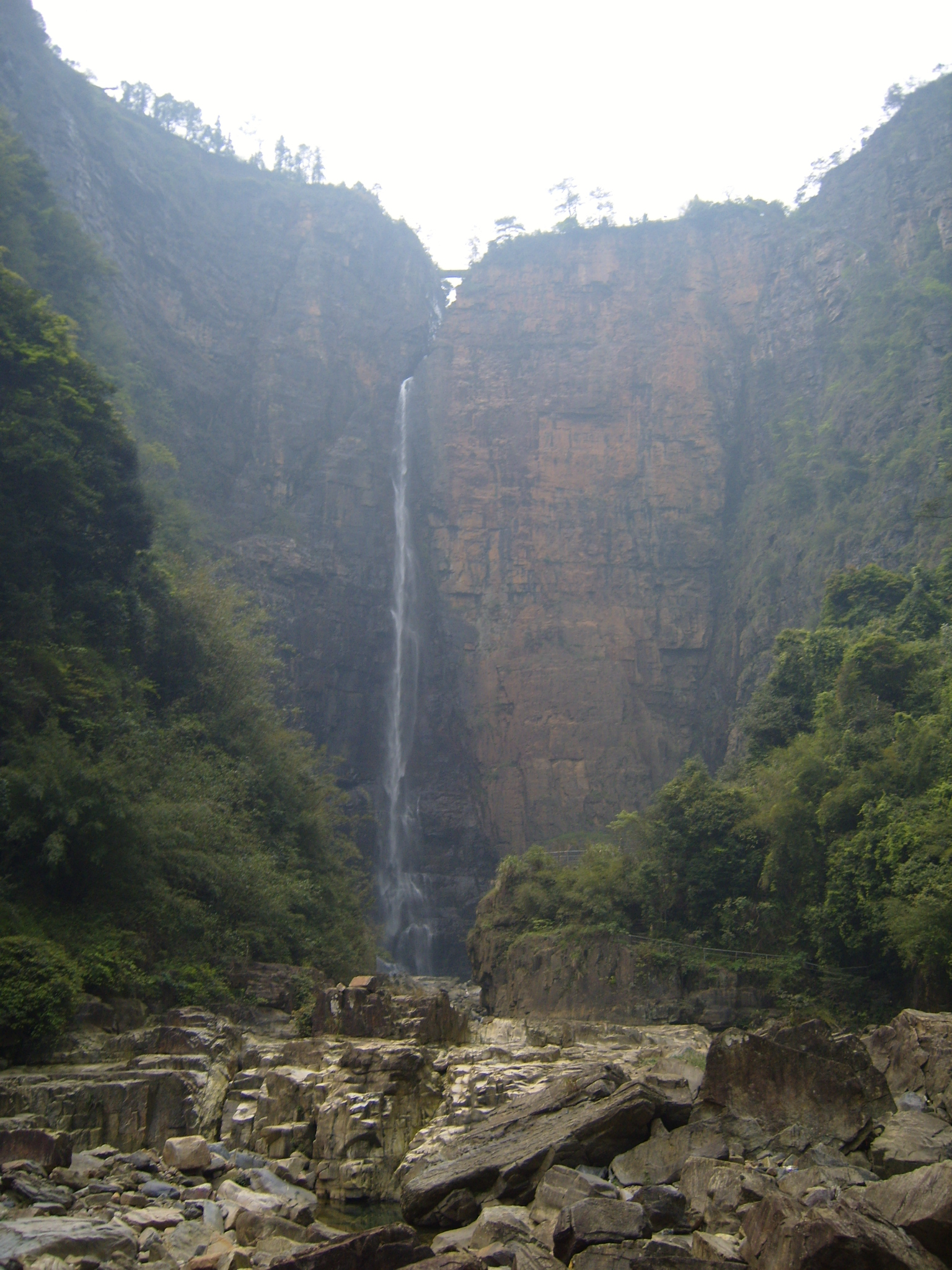
廣東大峽谷

廣東乳源大峽谷，又称粤北大峽谷或廣東大峽谷，為廣東省最大的峽谷。峡谷长15公里，深300多米，属石英砂峽谷地貌。大布河由东北向西南蜿蜒而过，谷中沟壑纵横，奇峰林立，古木參天。現已開闢爲旅遊景區，四方游客慕名而來。

## 地理位置
乳源大峽谷位於廣東省北部，北起於韶關市乳源瑤族自治縣西南68公里的大布鎮，終至英德市石牯塘鎮。而廣東大峽谷旅遊景區則位於大布鎮境內，鄰近S258省道，距離韶關市區約97公里。於旅遊景區內，建有一個客家村落。

## 成因
據說有關專家考察：大峽谷形成於距今一億三千萬年前，喜馬拉雅山造山運動。由於地殼曾經歷幾度升沉、地層斷裂、並經風化侵蝕等作用，使大峽谷一帶呈現出豐富的岩石層理，同時也構成了大峽谷雄、險、奇、秀獨特的自然景觀。

## 環境

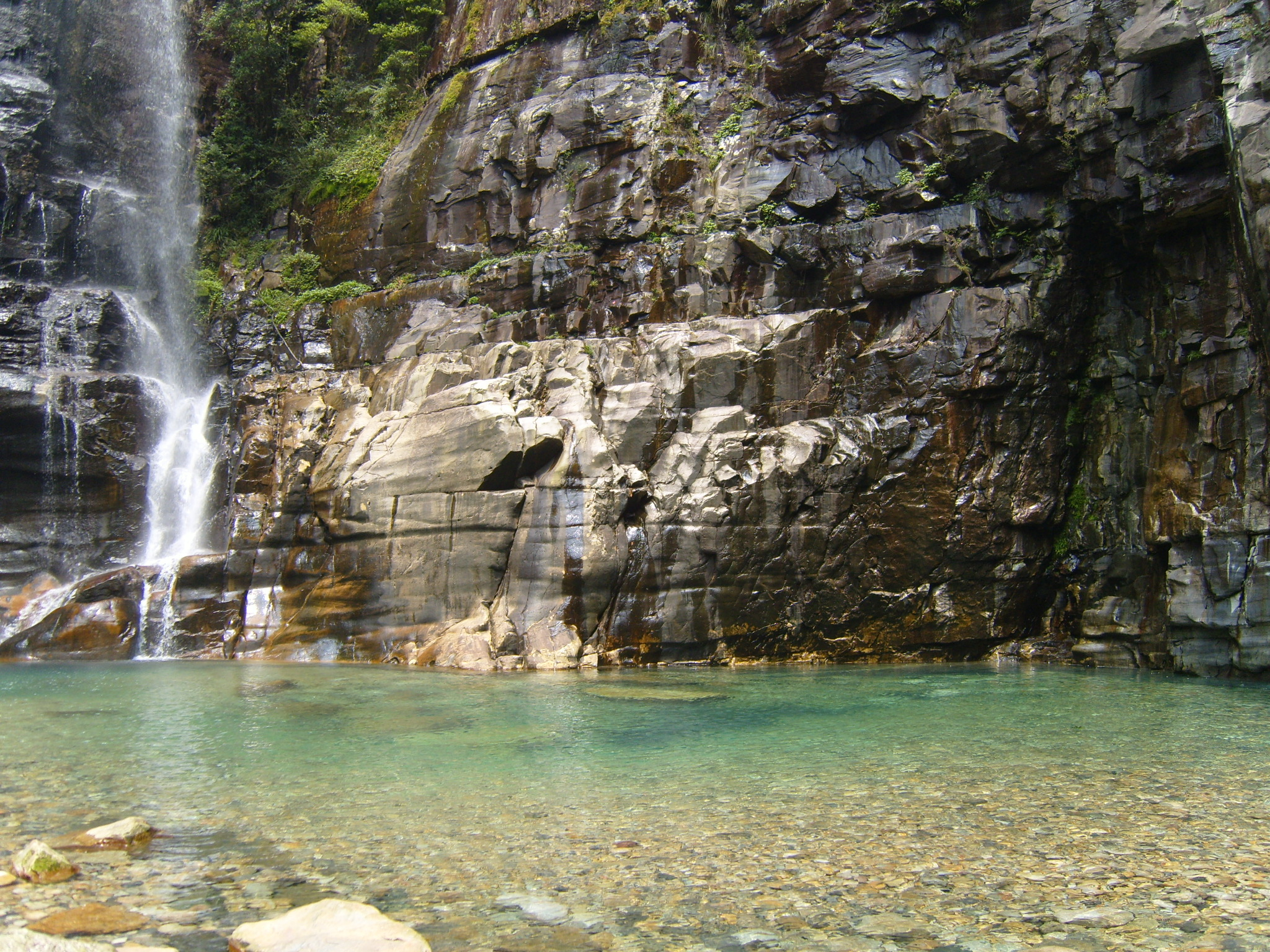
水卷寨景區

### 大峽谷景區
大峽谷總長15公里，谷深300多米。谷面闊窄不一，又最窄的一百米，至最闊的一千米。峽谷頂部地勢平緩，大布河從峽谷頂端的崖層下流至200多米的谷底的瀑布潭，形成巨大的大峽谷瀑布。於峽谷深陷300多米的大裂縫中，兩邊山崖植物茂盛，不但有各種樹木，還有不同種類的時花。在大峽谷中，有各種奇峰異石，如：駱駝峰、石猴迎賓、送財童子、虎跳岩、雙獅拜客等20多個石景，並有各自的神奇傳說。

### 水卷寨景區
水卷寨景區的峽谷兩旁各有奇峰林立，如：將軍石、笑童送財、仙佛、仙人傘柄等多個景點。景區內有較多的瀑布及小潭，當中包括：仙女潭、青龍潭、桃花潭等大小溪潭。這些谷底溪流及小潭清澈見底，明亮自然，媲美四川九寨溝的美景。景區谷底中還設有棧道和鐵索橋，穿梭整個景區。

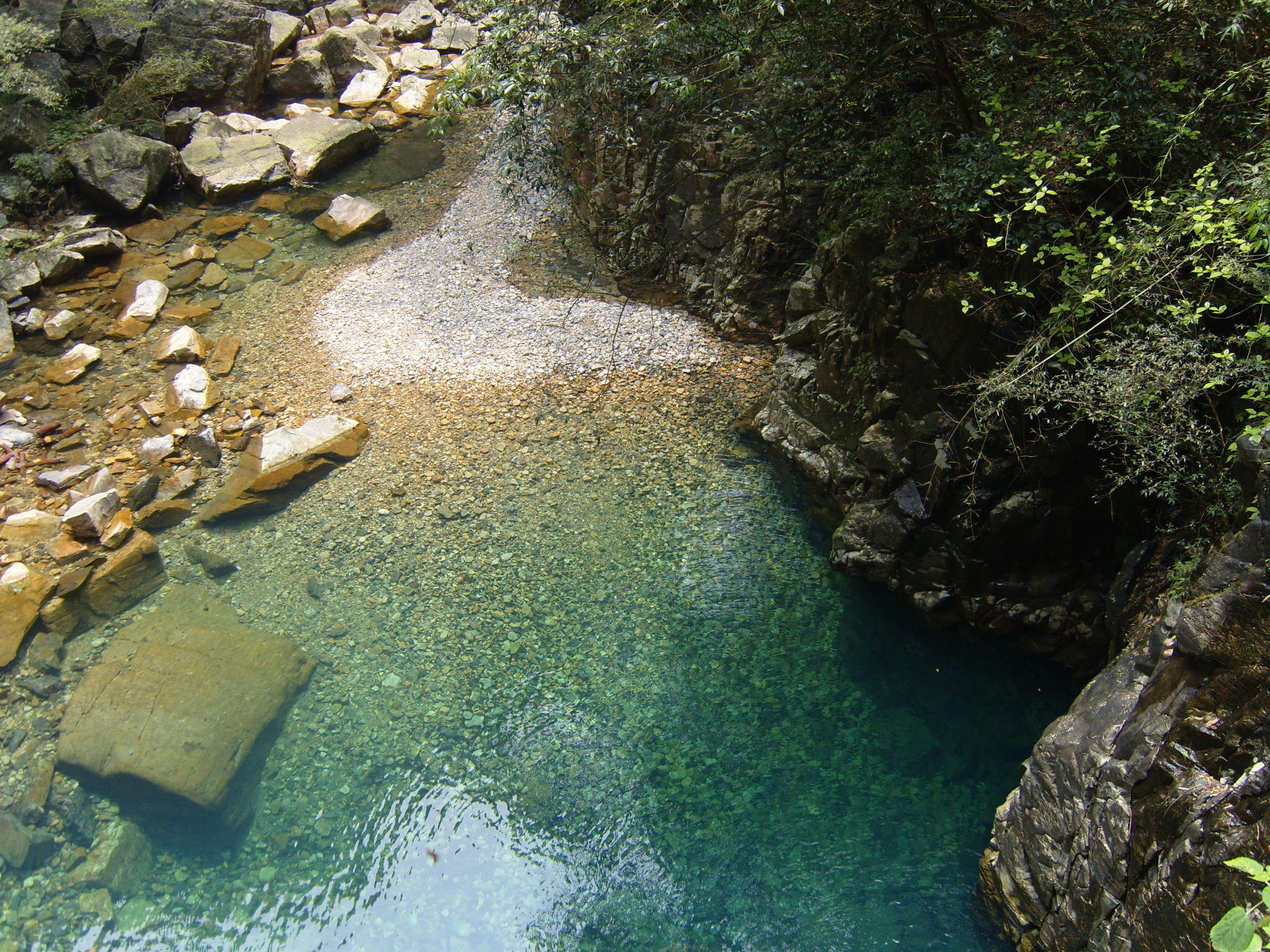
水卷寨景區桃花潭
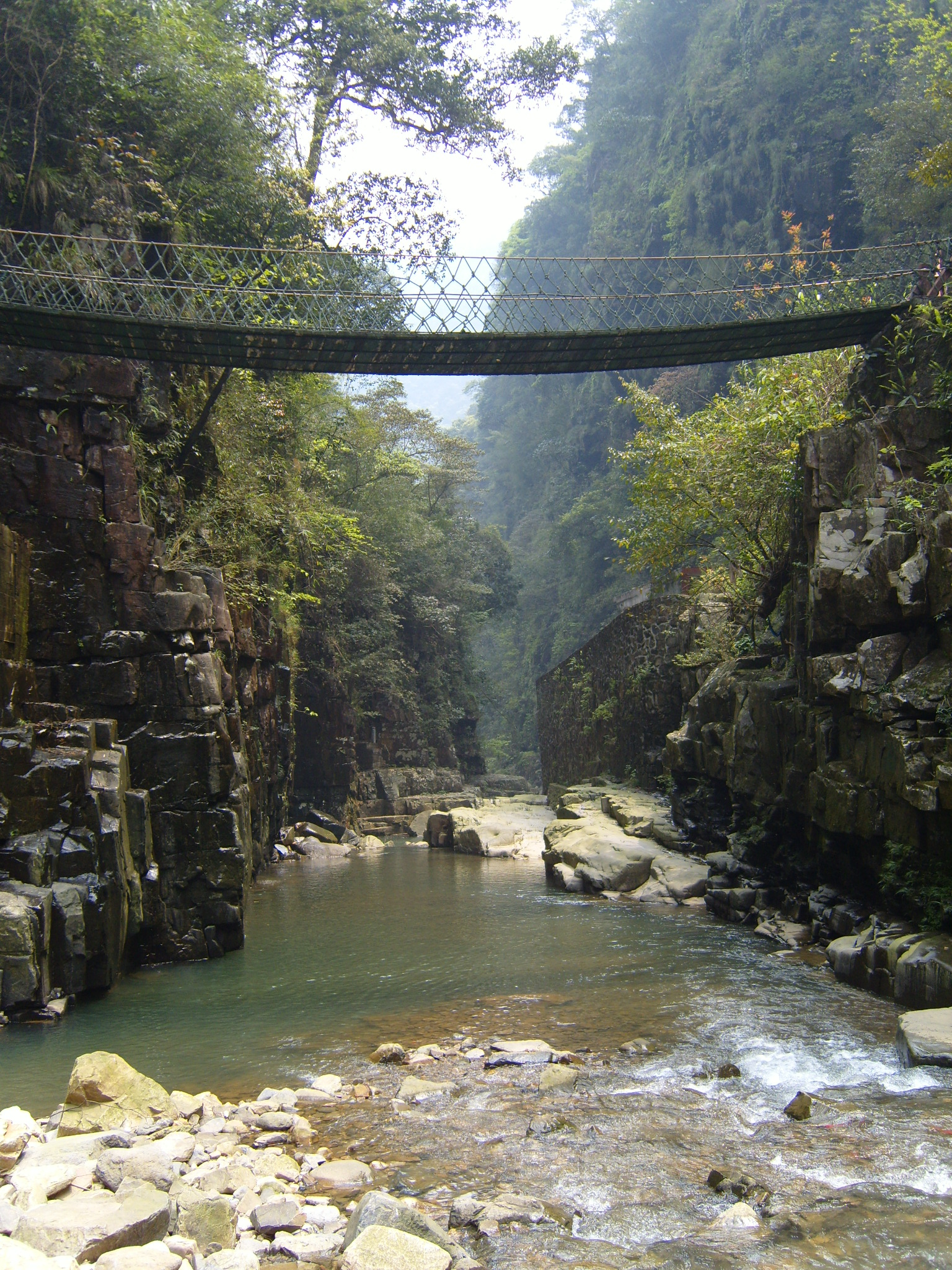
鐵索橋
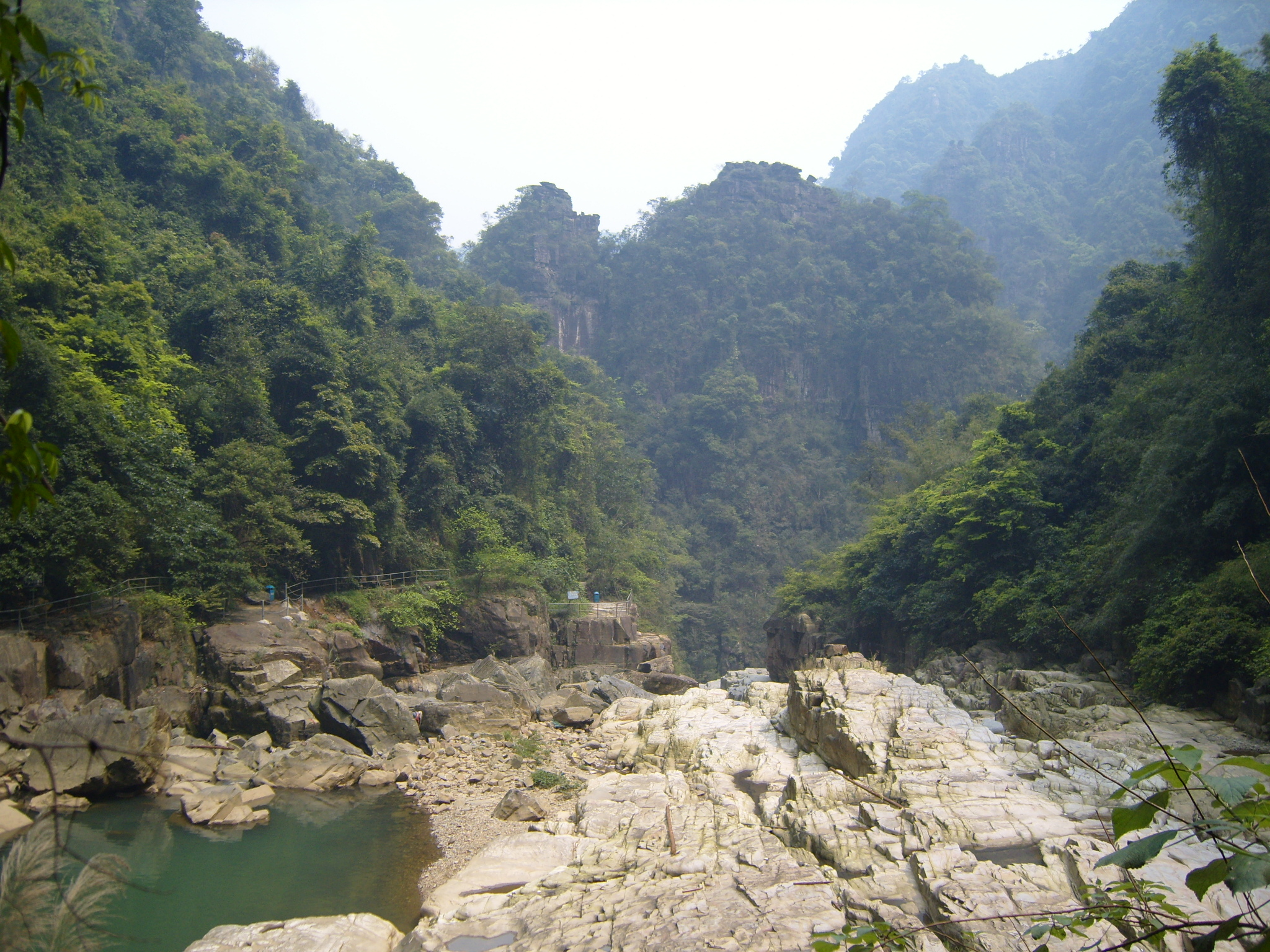
駱駝峰

## 表演及設施
在按照國家AAAA級旅遊景點標準建設的廣東大峽谷旅遊景區內，設有高空峽谷亡命表演。當中來自河南省雜技團的團員會騎上摩托車或脚踏車，於橫跨300米、高200多米的鋼線上做出各高難度花式動作；另外還有其它鋼線表演，如高空飛人、蝶扇舞等。而景區內另設有一條坡度約50度斜角的1386級通天梯，由大峡谷的高處，一直到達谷底。通天梯旁原增設有供游客使用的纜車，來回通行於谷頂和谷底之間，但截至2012年7月，該纜車已因設備問題長期停駛。

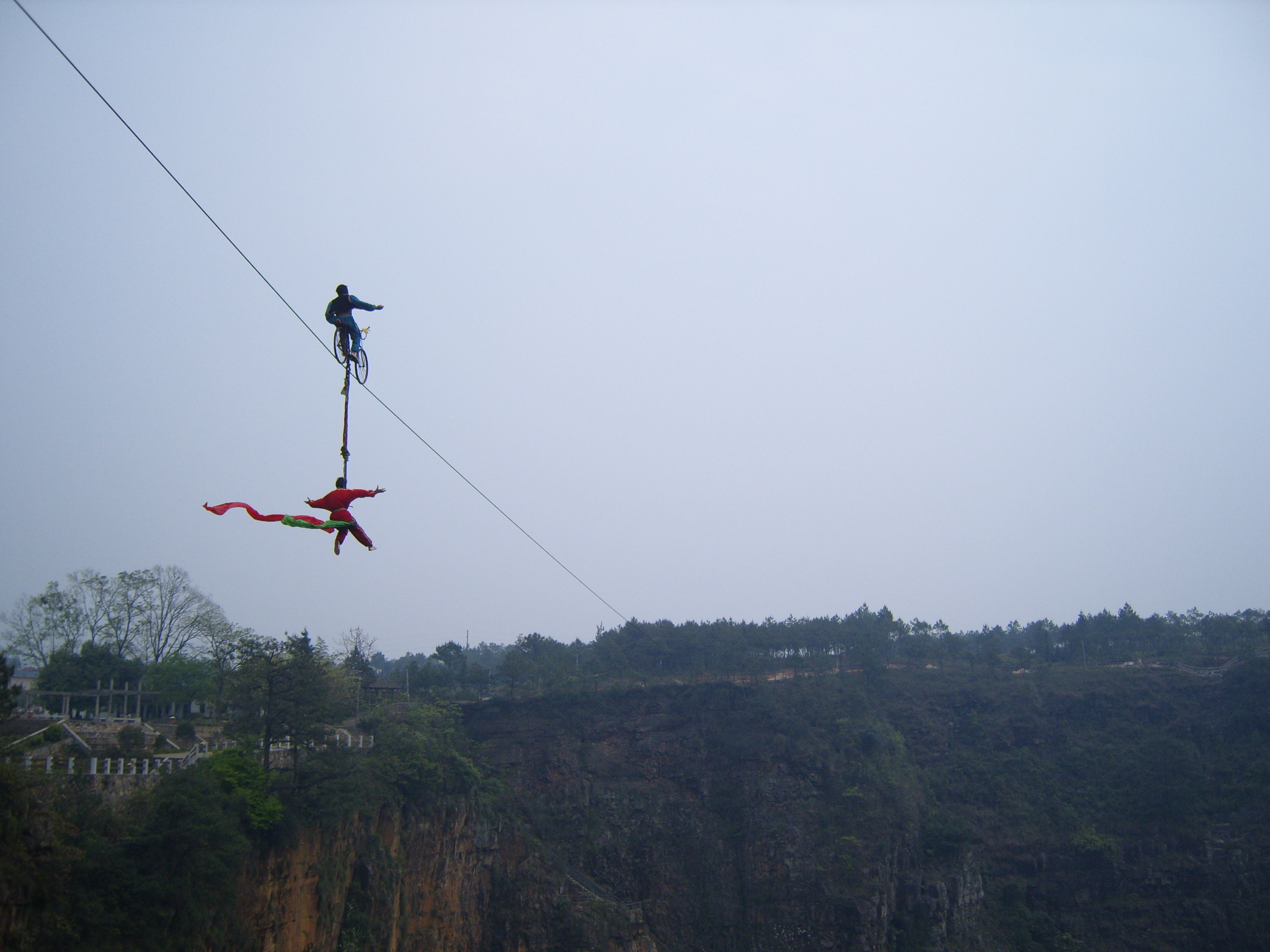
高空表演
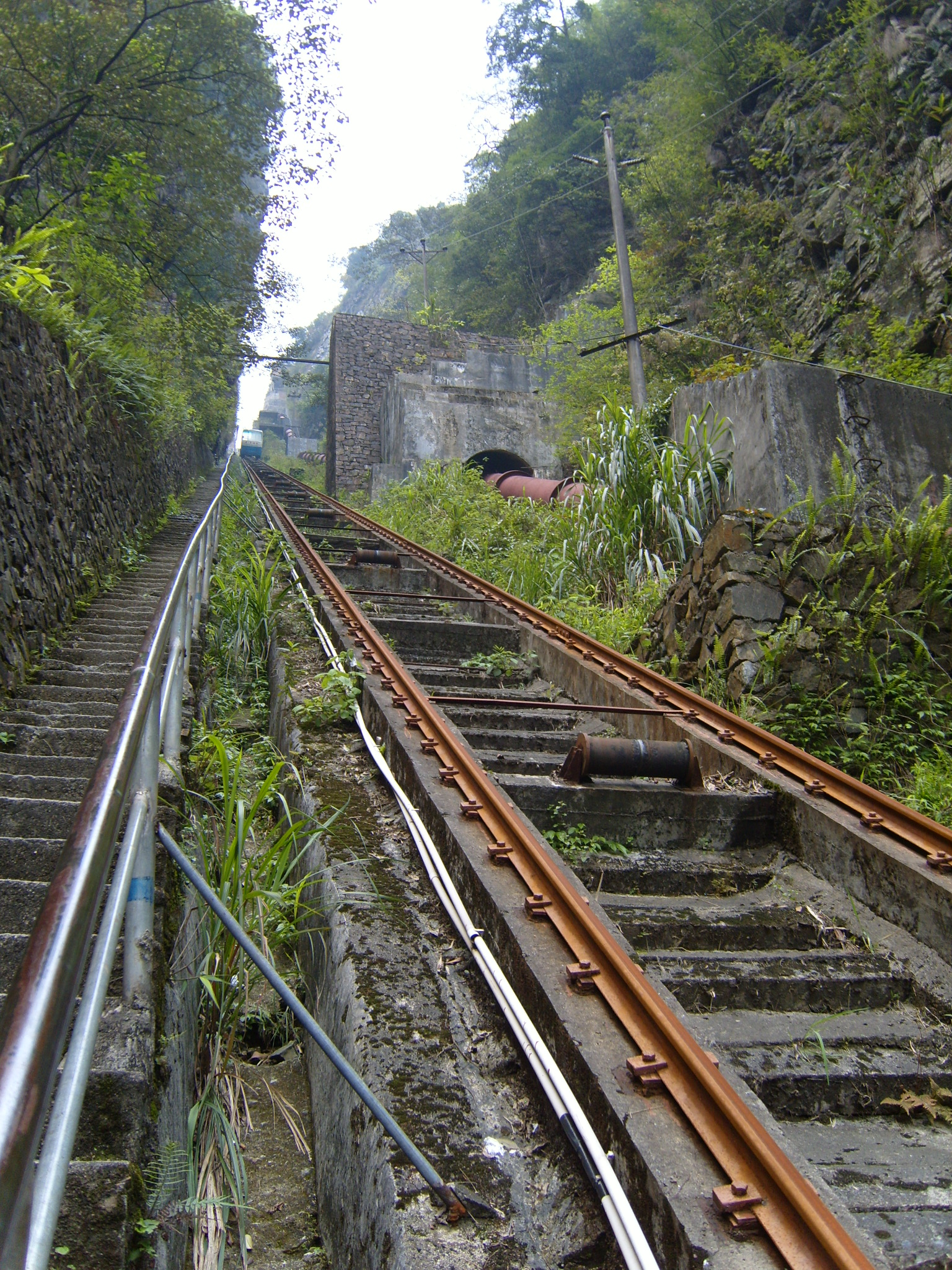
通天梯及纜車

## 交通
廣東大峽谷旅遊景區並未設公交車前往，必須自行駕車。旅遊景區鄰近S258省道，而S258省道則連接G323國道。
要前往廣東大峽谷旅遊景區，可由乳源乘公交車直到大峽谷，車費 RMB18.00。